# Thérèse Cadorette
Pour les articles homonymes, voir Cadorette.
Thérèse Cadorette (née à Montréal le 4 avril 1925 - morte à Montréal le 13 mars 2007) est une actrice canadienne. 
Elle a fait ses débuts au théâtre chez les Compagnons de Saint-Laurent. Élue reine de la radio et de la télévision en 1956, on la retrouve dans de nombreux téléthéâtres. Elle a été de la distribution des Plouffe où elle incarnait Jeanne Labrie, l'épouse de Napoléon et des Belles Histoires des Pays-d'en-Haut où elle incarnait La Scole, l'épouse de Basile Fourchu. Elle a aussi fait partie de l'équipe des Joyeux Troubadours à la radio de Radio-Canada. 
Elle a fait une dernière apparition publique à l'émission Viens voir les comédiens, spéciale Les Belles Histoires des Pays-d'en-Haut, en décembre 2006. Elle est décédée le 13 mars 2007 à l'âge de 81 ans.
Un square de Montréal, dans l'arrondissement de Saint-Laurent, porte son nom.